# Phước Lâm
Phước Lâm là một xã thuộc huyện Cần Giuộc, tỉnh Long An, Việt Nam.

## Địa lý
Xã Phước Lâm nằm ở phía tây huyện Cần Giuộc, có vị trí địa lý:
- Phía đông giáp xã Mỹ Lộc
- Phía tây giáp huyện Cần Đước
- Phía nam giáp xã Thuận Thành
- Phía bắc giáp các xã Phước Hậu và Mỹ Lộc.

Xã có diện tích 10,07 km², dân số năm 1999 là 7.925 người, mật độ dân số đạt 787 người/km².

## Hành chính
Xã được chia thành 4 ấp: Phước Hưng 1, Phước Hưng 2, Phước Kế, Phước Thuận.